# Jérôme Pineau
Jérôme Pineau (Mont-Saint-Aignan, Alta Normandia, 2 de gener de 1980) és un ciclista francès, professional des del 2002 fins al 2015.
En el seu palmarès destaca la Copa de França de ciclisme de 2008, la París-Bourges de 2004, i sobretot una etapa del Giro d'Itàlia de 2010.

## Palmarès
- 2001
  - 1r a la Paris-Mantes-en-Yvelines Espoirs
- 2002
  - 1r al Tour de Normandia
- 2003
  - 1r a la Polynormande
  - Vencedor d'una etapa del Tour de l'Ain
- 2004
  - 1r al Tour de l'Ain i vencedor de 2 etapes
  - 1r a la Clàssica d'Almeria
  - 1r a la París-Bourges
- 2008
  - 1r a la Copa de França de ciclisme
- 2010
  - Vencedor d'una etapa del Giro d'Itàlia
- 2011
  - 1r al Gran Premi Jef Scherens

### Resultats al Tour de França
- 2002. 87è de la classificació general
- 2003. 71è de la classificació general
- 2004. 27è de la classificació general
- 2005. 43è de la classificació general
- 2006. 82è de la classificació general
- 2007. 68è de la classificació general
- 2008. 38è de la classificació general
- 2009. 88è de la classificació general
- 2010. 66è de la classificació general
- 2011. 54è de la classificació general
- 2012. 112è de la classificació general
- 2013. 159è de la classificació general
- 2014. 587è de la classificació general

### Resultats a la Volta a Espanya
- 2006. Abandona (11a etapa)

### Resultats al Giro d'Itàlia
- 2010. 58è de la classificació general. Vencedor d'una etapa
- 2011. 84è de la classificació general
- 2013. 124è de la classificació general
- 2015. Abandona (18a etapa)